# Тёрёк, Ференц
Тёрёк Ференц — венгерский пятиборец. Двукратный олимпийский чемпион (1964, 1968). Четырёхкратный чемпион мира в командном зачете (1963, 1965, 1966, 1968). Юрист. Выступал за спортивное общество «Гонвед» (Будапешт).

## Достижения
- Олимпийские игры:

Чемпион Олимпийских игр (1964) в личном первенстве и (1968) в командном зачете, бронзовый призёр (1964) в командном зачете.
- Чемпионаты мира: 4 золотые медали, 3 серебряные и 3 бронзовые.

Чемпион мира (1963, 1965—1967) в командном зачете.
Серебряный призёр (1961, 1962) в командном зачете и (1963) в личном первенстве.
Бронзовый призёр (1962, 1965, 1966) в личном зачете.
После завершения спортивной карьеры Ференц Тёрёк изначально был судьей в Будапешт, позже он открыл адвокатскую контору. С 1990 по 1994 год он был членом Свободных демократов в парламенте.
Имеет докторскую степень по юридическому праву.
Вице-президент Международной федерации современного пятиборья. Награждён Олимпийским орденом (1996).